# Regierung Bettel-Schneider/Kersch-Braz/Bausch
Die Regierung Bettel-Schneider/Kersch-Braz/Bausch, alternativ auch Regierung Bettel II, wurde am 5. Dezember 2018 in Luxemburg vereidigt. Sie bildete sich nach der Kammerwahl 2018. Bei dieser Wahl wurde die Oppositionspartei CSV trotz Verlusten wieder stärkste Partei. Die liberale DP, die sozialdemokratische LSAP und die luxemburgischen Grünen bildeten eine Koalitionsregierung.
Xavier Bettel (DP) war Premierminister. Paulette Lenert (LSAP) und François Bausch (Grüne) waren die beiden Vizepremierminister. Das Kabinett trat am 9. Oktober 2023 zurück, woraufhin Luc Frieden von der CSV als neuer Regierungsbilder beauftragt wurde und Koalitionsgespräche mit der DP aufnahm. Am 17. November 2023 trat die neue Koalition von CSV-DP in Kraft.

## Zusammensetzung des Kabinetts
| Name               | Amt | Partei | Bild |
| ------------------ | --- | ------ | ---- |
| Xavier Bettel      | Premierminister Staatsminister Minister für Kommunikation und Medien Minister für Digitalisierung Kultusminister Minister für Verwaltungsreform | DP     |      |
| François Bausch    | Vizepremierminister seit Oktober 2019 Minister für Mobilität und öffentliche Arbeiten Verteidigungsminister Minister für Innere Sicherheit bis Juli 2020 | Grüne  |      |
| Paulette Lenert    | Vizepremierministerin seit Januar 2022 Ministerin für Verbraucherschutz Ministerin für Gesundheit seit Februar 2020 Beigeordnete Ministerin für soziale Sicherheit seit Februar 2020 Ministerin für Entwicklungszusammenarbeit und humanitäre Angelegenheiten bis Februar 2020 | LSAP   |      |
| Yuriko Backes      | Finanzministerin seit Januar 2022 | DP     |      |
| Franz Fayot        | Wirtschaftsminister seit Februar 2020 Minister für Entwicklungszusammenarbeit und humanitäre Angelegenheiten seit Februar 2020 | LSAP   |      |
| Jean Asselborn     | Minister für Äußere und Europäische Angelegenheiten Minister für Immigration und Asyl | LSAP   |      |
| Taina Bofferding   | Innenministerin Ministerin für die Gleichstellung von Frauen und Männern | LSAP   |      |
| Claude Haagen      | Minister für Landwirtschaft, Weinbau und ländliche Entwicklung seit Januar 2022 Minister für Soziale Sicherheit seit Januar 2022 | LSAP   |      |
| Georges Engel      | Sportminister seit Januar 2022 Minister für Arbeit, Beschäftigung und Sozial- und Solidarwirtschaft seit Januar 2022 | LSAP   |      |
| Lex Delles         | Mittelstandsminister Minister für Tourismus | DP     |      |
| Marc Hansen        | Minister für den öffentlichen Dienst Minister für die Beziehungen zum Parlament Beigeordneter Minister für Digitalisierung Beigeordneter Minister für Verwaltungsreform | DP     |      |
| Claude Meisch      | Minister für Bildung, Kinder und Jugend Minister für Hochschule und Forschung | DP     |      |
| Max Hahn           | Minister für Familie und Integration seit Juni 2023 Minister für die Großregion seit Juni 2023 | DP     |      |
| Joëlle Welfring    | Ministerin für Umwelt, Klima und nachhaltige Entwicklung seit Mai 2022 | Grüne  |      |
| Claude Turmes      | Minister für Raumentwicklung Energieminister | Grüne  |      |
| Sam Tanson         | Kulturministerin Ministerin für Justiz seit Oktober 2019 Ministerin für Wohnungsbau bis Oktober 2019 | Grüne  |      |
| Henri Kox          | Minister für Wohnungsbau seit Oktober 2019 Minister für innere Sicherheit seit Juli 2020 Beigeordneter Minister für Verteidigung von Oktober 2019 bis Juli 2020 Beigeordneter Minister für innere Sicherheit von Oktober 2019 bis Juli 2020                                    | Grüne  |      |
| Félix Braz         | Vizepremierminister bis September 2019 Minister für Justiz bis September 2019 Minister ohne Geschäftsbereich September/Oktober 2019 | Grüne  |      |
| Etienne Schneider  | Vizepremierminister bis Februar 2020 Wirtschaftsminister bis Februar 2020 Gesundheitsminister bis Februar 2020 | LSAP   |      |
| Pierre Gramegna    | Finanzminister bis Januar 2022 | DP     |      |
| Dan Kersch         | Vizepremierminister von Februar 2020 bis Januar 2022 Minister für Arbeit, Beschäftigung und Sozial- und Solidarwirtschaft bis Januar 2022 Sportminister bis Januar 2022 | LSAP   |      |
| Romain Schneider   | Minister für Landwirtschaft, Weinbau und ländliche Entwicklung bis Januar 2022 Minister für Soziale Sicherheit bis Januar 2022 | LSAP   |      |
| Carole Dieschbourg | Ministerin für Umwelt, Klima und nachhaltige Entwicklung bis April 2022 | Grüne  |      |
| Corinne Cahen      | Ministerin für Familie und Integration bis Juni 2023 Ministerin für die Großregion bis Juni 2023 | DP     |      |

## Regierungsumbildung im Oktober 2019
Am 22. August 2019 erlitt Félix Braz einen kurzzeitigen Herzstillstand, der eine Notoperation notwendig machte. Nachdem zunächst nicht absehbar war, wie lange seine Genesung dauern würde, erhielt Kultur- und Wohnungsbauministerin Sam Tanson am 6. September temporär auch dessen Kompetenzbereiche als Justizminister übertragen. Braz selbst blieb formell Mitglied der Regierung als Minister ohne Geschäftsbereich. Nachdem sich gezeigt hatte, dass Braz für längere Zeit nicht in der Lage sein würde, seine Amtsgeschäfte wieder aufzunehmen, kam es am 11. Oktober zu einer Regierungsumbildung. Tanson wurde neue Justizministerin und behielt auch ihre Zuständigkeit für die Kultur. Zum neuen Wohnungsbauminister sowie zum beigeordneten Minister für Verteidigung und für innere Sicherheit wurde Henri Kox ernannt. Er unterstützte damit François Bausch, der neuer Vizepremier wurde. Braz hingegen schied aus der Regierung aus. Im Juli 2020 übernahm Kox das Ministerium für innere Sicherheit vollständig.

## Regierungsumbildung im Februar 2020
Im Dezember 2019 gab Vizepremierminister Etienne Schneider bekannt, von seinen Regierungsämter zurückzutreten, um sich beruflich neu zu orientieren.  Der Rücktritt erfolgte am 4. Februar 2020. Neuer Vizepremier wurde Dan Kersch. Franz Fayot übernahm das Wirtschaftsministerium sowie von Paulette Lenert das Ministerium für Entwicklungszusammenarbeit und humanitäre Angelegenheiten. Lenert erhielt dagegen das Gesundheitsministerium von Etienne Schneider.

## Regierungsumbildung im Januar 2022
Ende November 2021 gaben Landwirtschafts- und Sozialminister Romain Schneider sowie Arbeitsminister und Vizepremier Dan Kersch (beide LSAP) ihren Rückzug aus der Regierung aus gesundheitlichen Gründen bekannt. Die Wechsel wurden am 5. Januar 2022 vollzogen. Georges Engel übernahm die Ressorts von Kersch, Claude Haagen die von Schneider. Das Amt des Vizepremiers ging an Gesundheitsministerin Paulette Lenert. Zu einer Neubesetzung kam es am gleichen Tage auch bei der DP, Yuriko Backes übernahm von Pierre Gramegna das Finanzministerium.

## Regierungsumbildung im April 2022
Umweltministerin Carole Dieschbourg trat im April 2022 von ihren Ämtern zurück. Grund waren Ermittlungen der Staatsanwaltschaft im Zuge der sogenannten „Gaardenhaischen-Affäre“. Hierbei soll mutmaßlich eine illegale Genehmigung für Bauarbeiten mitten in einem Naturreservat an ihren Parteifreund und ehemaligen Abgeordneten Roberto Traversini erteilt worden sein. Im Mai 2022 wurde Joëlle Welfring als neue Umweltministerin vereidigt, die bis dahin Direktorin des Umweltamts war.